# Połajewo (gromada w powiecie radziejowskim)
Połajewo – dawna gromada, czyli najmniejsza jednostka podziału terytorialnego Polskiej Rzeczypospolitej Ludowej w latach 1954–1972.
Gromady, z gromadzkimi radami narodowymi (GRN) jako organami władzy najniższego stopnia na wsi, funkcjonowały od reformy reorganizującej administrację wiejską przeprowadzonej jesienią 1954 do momentu ich zniesienia z dniem 1 stycznia 1973, tym samym wypierając organizację gminną w latach 1954–1972.
Gromadę Połajewo z siedzibą GRN w Połajewie utworzono – jako jedną z 8759 gromad na obszarze Polski – w powiecie aleksandrowskim w woj. bydgoskim, na mocy uchwały nr 24/1 WRN w Bydgoszczy z dnia 5 października 1954. W skład jednostki weszły obszary dotychczasowych gromad Połajewo, Byszewo, Przedłóż, Połajewek, Rudzk Duży, Rudzk Mały i Sokoły oraz miejscowość Marianowo wieś z dotychczasowej gromady Katarzyna ze zniesionej gminy Ruszkowo w tymże powiecie. Dla gromady ustalono 19 członków gromadzkiej rady narodowej.
1 stycznia 1956 gromada weszła w skład nowo utworzonego powiatu radziejowskiego w tymże województwie.
Gromadę zniesiono 31 grudnia 1961, a jej obszar włączono do gromad Przewóz (wsie Byszewo, Goplana, Lisiawki, Marianowo, Połajewo Stare, Połajewo Nowe, Połajewo z Wygodą, Połajewo, Probostwo, Połajewek, Przedłuż, Rudzk Mały-Kordon, Rudzk Mały B, Rudzk Duży, Sokoły i Władysławowo) i Piotrków Kujawski (wieś Rudzk Mały) w tymże powiecie.